# 石井勇魚
石井 勇魚（いしい いさな、1995年11月13日 - ）は、日本の指揮者。

## 人物・来歴
2023年に宝塚歌劇団指揮者へ就任。
数々のレコーディング、大劇場公演の指揮者アシスタントを務める。
そして、月組大劇場公演 ミュージカル・ロマン『Eternal Voice 消え残る想い』の副指揮者・音楽助手を経て、2024年6月に同作品の東京宝塚劇場公演にて宝塚歌劇団指揮者デビューを果たす。
これまでに、2017年ウクライナ国際マスタークラス指揮部門に参加し、披露演奏会ではウクライナ・チェルニーゴフ・フィルハーモニーとL.v.ベートーヴェン／交響曲8番を共演。
2021年12月にはテレビ東京系列「しまじろうのわお！」に指揮者・指揮演技指導としてテレビ出演。
2022年には山田貞夫音楽財団第4回指揮者オーディションにてセントラル愛知交響楽団を指揮して山田貞夫音楽賞を受賞。
総合芸術の分野では、大阪音楽大学自主制作ミュージカル「オズの魔法使い〜もうひとつの物語〜」や、大阪音楽大学学生オペラTutti2017にてJ.オッフェンバック／オペレッタ「天国と地獄」を指揮する。
指揮を髙谷光信、下野竜也、粟辻聡、米津俊広の各氏に師事。尾高忠明、高関健、佐渡裕、広上淳一の各氏のマスタークラスを受講。
大阪音楽大学音楽学部音楽学科管楽器専攻を経て、京都市立芸術大学音楽学部指揮専攻を卒業。
現在は東京都在住。